# Église Saint-Martin de Nanteau-sur-Essonne
L’église Saint-Martin est un édifice religieux catholique situé à Nanteau-sur-Essonne, en France.

## Situation et accès
L’édifice est situé sur la place de l’Église, au nord du village de Nanteau-sur-Essonne. Plus largement, il se trouve dans le département de Seine-et-Marne, en région Île-de-France.

## Histoire
Devant la dégradation de son état, l'église est restaurée à la fin du XIXe siècle par l'abbé Gagneux, curé Nanteau-sur-Essonne et Tousson, conjoitement avec l'église de cette dernière paroisse. Menant une vie modeste, Gagneux parvient toutefois à lever suffisamment de fonds pour ces travaux grâce à ses démarches et sa bonne réputation. Ses entreprises sont ainsi décorées d'une médaille d'honneur. Le vaisseau central de l'église est ainsi inauguré en 1894 par l'évêque de Meaux de Briey.